# Sí, quiero...
Sí, quiero... es una película española dirigida por Eneko Olasagasti y Carlos Zabala.

## Argumento
Ion (Joseba Apaolaza) es un joven que trabaja en un banco y tiene un futuro prometedor porque se va a casar con Cristina (Verónica Moral), la hija del jefe (Juan Luis Galiardo). Pero una vez en el altar sin darse cuenta dice No, quiero...
Mientras tanto unos ladrones se hacen con el botín del banco...

## Comentarios
Película rodada íntegramente en San Sebastián.
- Datos: Q11704179